# Суб-Педуре
Суб-Педуре (рум. Sub Pădure) — село у повіті Муреш в Румунії. Входить до складу комуни Генешть.
Село розташоване на відстані 255 км на північний захід від Бухареста, 26 км на південний захід від Тиргу-Муреша, 71 км на південний схід від Клуж-Напоки, 127 км на північний захід від Брашова.

## Населення
За даними перепису населення 2002 року у селі проживали 78 осіб. Рідною мовою 74 особи (94,9%) назвали румунську.
Національний склад населення села:
| Національність | Кількість осіб | Відсоток |
| -------------- | -------------- | -------- |
| румуни         | 60             | 76,9%    |
| цигани         | 10             | 12,8%    |
| угорці         | 8              | 10,3%    |